# Walk Me Home
Pour les articles homonymes, voir What About Us.
Singles de Pink
Secrets
(2018) Hustle
(2019)
Pistes de Hurts 2B Human
(Hey Why) Miss You Sometime My Attic
Walk Me Home est une chanson interprétée par la chanteuse américaine Pink. Sortie en single le 20 février 2019, il s'agit du premier extrait de son huitième album studio Hurts 2B Human.
Le clip officiel de Walk Me Home sort le 22 mars 2019 sur la chaîne YouTube officielle. Il dure un peu plus longtemps que le single, à savoir 3 minutes 16. Il a été réalisé par Michael Gracey, connu la réalisation du film The Greatest Showman.
Une version remixée est sortie le 7 avril 2019.

## Liste des pistes
| 1. | Walk Me Home | P!nk, Scott Harris, Nate Ruess | 2:57 |